# Yunus Akgün
Yunus Akgün (ur. 7 lipca 2000 w Stambule) – turecki piłkarz grający na pozycji napastnika w tureckim zespole Galatasaray, którego jest wychowankiem. Reprezentant Turcji.

## Kariera klubowa

### Galatasaray
Yunus Akgün jest wychowankiem tureckiego klubu Galatasaray SK, do którego trafił w 2011 roku, a do seniorskiej drużyny został przeniesiony 1 lipca 2018 roku. Swój debiut zaliczył 5 sierpnia 2018 roku w finale superpucharu Turcji przeciwko Akhisarowi Belediyespor. Mecz ten zakończył się przegraną Galatasaray po rzutach karnych 5:6. Yunus wszedł na boisko w 70. minucie za Fernando.
Z kolei pierwszy mecz ligowy Akgün rozegrał 27 sierpnia 2018 roku w ramach 3. kolejki Süper Lig przeciwko Alanyasporowi. Yunus na murawę wszedł z ławki w 83. minucie za Henry'ego Onyekuru i zaliczył asystę przy trafieniu Emre Akbaby na 6:0. Takim też wynikiem zakończył się ten mecz.
Pierwszą bramkę Yunus Akgün strzelił 18 grudnia 2018 roku w meczu Pucharu Turcji z Keciörengücü. Mecz ten zakończył się wynikiem 1:1 (3:2 w dwumeczu), a Akgün zagrał 85. minut spotkania. 
18 lipca 2020 roku strzelił swojego pierwszego ligowego gola w siódmej minucie doliczonym czasie drugiej połowy meczu z Göztepe SK. Asystował mu Taylan Antalyalı. Mecz ten zakończył się wynikiem 3:1, a Yunus wszedł w piątej minucie doliczonego czasu drugiej połowy.

#### Wypożyczenia do Adany Demirspor
Yunus Akgün był wypożyczany do tureckiej drugoligowej Adany Demirspor dwukrotnie. 25 września 2020 roku został tam wypożyczony po raz pierwszy. Wypożyczenie trwało do końca sezonu 2020/21. Pierwszy mecz w barwach nowej drużyny zagrał 17 października 2020 roku w ramach 5. kolejki drugiej ligi tureckiej z Altay SK. To spotkanie zakończyło się wynikiem 0:1 dla Altay, a Yunus wszedł na boisko zaraz po przerwie.
Pierwsze dwa bramki dla Adany strzelił 22 listopada 2020 roku w ramach meczu 10. kolejki drugiej ligi tureckiej z Eskişehirsporem. Akgün wszedł na boisko po przerwie. Pierwsza bramka padła w 71. minucie spotkania, a druga w 87. minucie. Asystentem przy pierwszym trafieniu Yunusa był Erkan Zengin, a przy drugim Semih Güler. Mecz ten zakończył się wynikiem 4:1.
30 czerwca 2021 roku Yunus wrócił do Galatasaray, a 6 września 2021 roku ponownie został wypożyczony do Adany Demirspor do końca sezonu 2021/22.

#### Wypożyczenie do Leicester City
26 sierpnia 2023 Akgün udał się na wypożyczenie do wówczas drugoligowego angielskiego klubu Leicester City na długość trwania sezonu 2023/24. Pierwszy mecz dla Lisów zagrał 29 sierpnia 2023 roku w ramach drugiej rundy Pucharu Ligi Angielskiej przeciwko Tranmere Rovers. Yunus wszedł na boisko po przerwie za Marca Albrightona, a ten mecz zakończył się wynikiem 2:0 dla Leicester City. Z kolei pierwszy mecz ligowy zagrał 2 września 2023 roku. Było to spotkanie w ramach 5. kolejki drugiej ligi angielskiej przeciwko Hull City. Akgün rozpoczął mecz w podstawowym składzie, ale został zmieniony w 53. minucie na Abdula Fatawu. Mecz ten zakończył się wynikiem 0:1 dla Hull.
Pierwszą bramkę dla Lisów strzelił 27 stycznia 2024 roku w wygranym 3:0 spotkaniu z Birmingham City w ramach 4. rundy Pucharu Anglii. Dokonał tego w 72. minucie spotkania. Yunus zagrał w tym meczu od pierwszej minuty jednak w 81. minucie ówczesny trener Leicester City - Enzo Maresca postanowił zmienić Akgüna. W jego miejsce pojawił się na boisku Arjan Raikhy. Na swoje pierwsze ligowe trafienie Yunus nie musiał długo czekać. 30 stycznia 2024 w meczu 29. kolejki EFL Championship z Swansea City Akgün wszedł na boisko w 54. minucie za Dennisa Praeta, a w 72. minucie strzelił swoją drugą i ostatnią bramkę dla Lisów. Mecz ten zakończył się wynikiem 3:1 dla Leicester City. 
30 czerwca 2024 roku wrócił do tureckiego Galatasaray.

## Kariera reprezentacyjna
Yunus Akgün jest byłym reprezentantem Turcji U-16, U-17, U-19, U-20 oraz U-21. Obecnie jest seniorskim reprezentantem Turcji. Uczestnik Mistrzostw Europy 2024.

### Reprezentacja Turcji U-16
15 grudnia 2015 roku Yunus Akgün zadebiutował w piłce reprezentacyjnej. W meczu reprezentacji Turcji U-16 z reprezentacją Macedonii Północnej U-16 pojawił się na boisku w 71. minucie za Recepa Güla. Pierwszego z dwóch goli na tym szczeblu reprezentacyjnym strzelił 8 marca 2016 roku w meczu z reprezentacją Chorwacji U-16. Dokonał tego w 59. minucie. Zagrał całe spotkanie, które zakończyło się wynikiem 3:0 dla Turcji.

### Reprezentacja Turcji U-17
6 września 2016 roku zagrał pierwszy mecz w reprezentacji Turcji U-17. Mecz ten był przeciwko reprezentacji Irlandii U-17, Yunus zaczął mecz w podstawowym składzie i zagrał całe spotkanie, które zakończyło się wynikiem 0:2 dla Irlandii. Pierwszego gola na szczeblu U-17 strzelił 23 marca 2017 roku w meczu eliminacji do Mistrzostw Europy U-17 z reprezentacją Finlandii U-17. Gol padł w 39. minucie spotkania które zakończyło się wygraną Turcji 4:1. Akgün zagrał całe spotkanie.

### Reprezentacja Turcji U-19
Następnym szczeblem w reprezentacyjnej karierze Yunusa była reprezentacja Turcji U-19, w której zadebiutował 1 września 2018 roku w przegranym 0:1 meczu z reprezentacją Kazachstanu U-19. Akgün pojawił się na boisku od pierwszego gwizdka, jednak zszedł w 60. minucie. Zmienił go Berkin Taşkın. Pierwszą bramkę dla reprezentacji Turcji U-19 strzelił 4 września 2018 roku w meczu z reprezentacją Kirgistanu U-19. Dokonał tego w 59. minucie, a w 61. minucie strzelił swoją drugą bramkę. Mecz ten ostatecznie zakończył się wynikiem 3:0 dla Turcji, a Yunus zszedł z boiska w 87. minucie za Emirhana Civeleka.

### Reprezentacja Turcji U-20
15 listopada 2019 roku zagrał pierwsze i jedyne spotkanie w reprezentacji Turcji U-20. Był to przegrany 0:4 mecz z reprezentacją Francji U-20. Yunus zagrał całe spotkanie. Akgün nie strzelił gola na tym szczeblu reprezentacyjnym.

### Reprezentacja Turcji U-21
W reprezentacji Turcji do lat 21 Yunus Akgün zadebiutował 7 czerwca 2019 roku w meczu eliminacji do Mistrzostw Europy U-21 przeciwko reprezentacji Albanii U-21. Yunus wszedł z ławki po przerwie za Yusufa Sarı i zagrał do końca spotkania, które się zakończyło remisem 2:2. Akgün w czterech meczach na tym poziomie reprezentacyjnym nie strzelił ani jednego gola.

### Reprezentacja Turcji
Pierwszy mecz w dorosłej reprezentacji Turcji zagrał 4 czerwca 2022 w ramach meczu Ligi Narodów UEFA przeciwko reprezentacji Wysp Owczych. Yunus wszedł na boisko w 80. minucie za Cengiza Ündera, a w 85. minucie zanotował asystę przy golu Meriha Demirala. Mecz ten zakończył się wynikiem 4:0 dla Turcji. Pierwszą bramkę w reprezentacji Turcji Yunus Akgün strzelił 7 czerwca 2022 roku również w meczu Ligi Narodów UEFA tym razem z reprezentacją Litwy. Dokonał tego w 89. minucie spotkania, w którym pojawił się na boisku po przerwie również za Cengiza Ündera. Cały mecz zakończył się wynikiem 6:0 dla Turcji.
Yunus Akgün został powołany przez ówczesnego selekcjonera Turcji - Vincenzo Montelle na Mistrzostwa Europy 2024, a razem z reprezentacją Turcji doszedł do ćwierćfinału, w którym Turcja została pokonana przez reprezentację Holandii 1:2.

## Sukcesy[34]

### Galatasaray
- Mistrzostwo Turcji: 2017/18, 2018/19, 2022/23
- Puchar Turcji: 2018/19
- Superpuchar Turcji: 2019/20

### Adana Demirspor
- Mistrzostwo drugiej ligi tureckiej: 2020/21

### Leicester City
- Mistrzostwo drugiej ligi angielskiej: 2023/24